# Lee Wai Sze
Lee Wai Sze (Hongkong, 12 mei 1987) is een voormalig professioneel wielrenster uit Hongkong. Ze was gespecialiseerd als baanwielrenster, vooral als sprinter. 

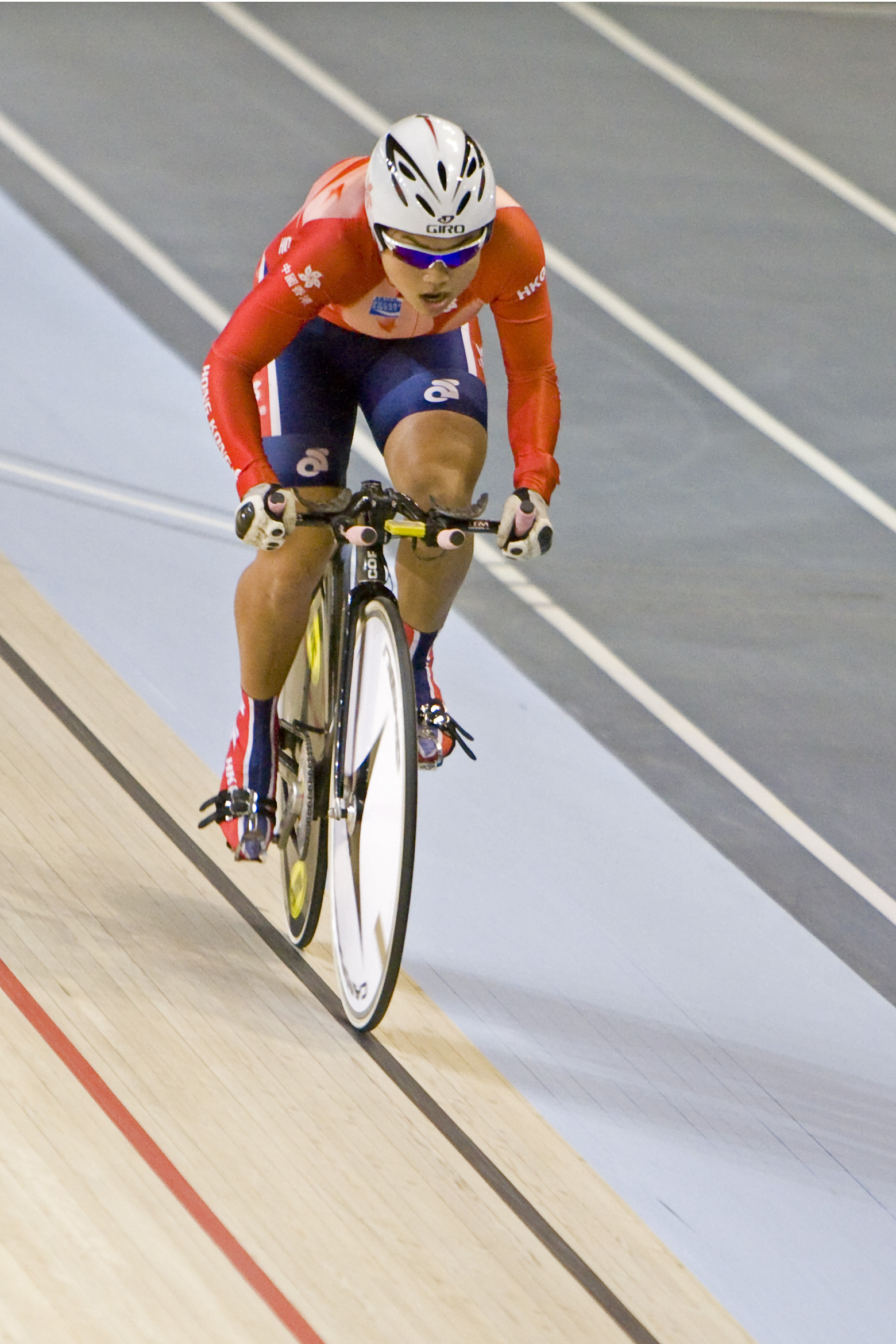
Lee Wai Sze in actie op de baan in 2010.

Op de Olympische Zomerspelen 2012 in Londen won ze met de bronzen medaille op het onderdeel keirin de derde olympische medaille voor haar vaderland. Negen jaar later won op de Olympische Zomerspelen 2020 in Tokio wederom brons, deze keer op het onderdeel sprint.
In totaal won ze op de baan vijf nationale titels, negentien Aziatische titels, vijf gouden medailles op de Aziatische Spelen en drie wereldtitels: op de 500 meter tijdrit in Minsk in 2013, op de keirin en in de individuele sprint, beide in 2019 in het Poolse Pruszków.
In juni 2023 maakte ze bekend te stoppen als wielrenster en verder te gaan als sprintcoach voor de nationale selectie van Hongkong.

## Baanwielrennen

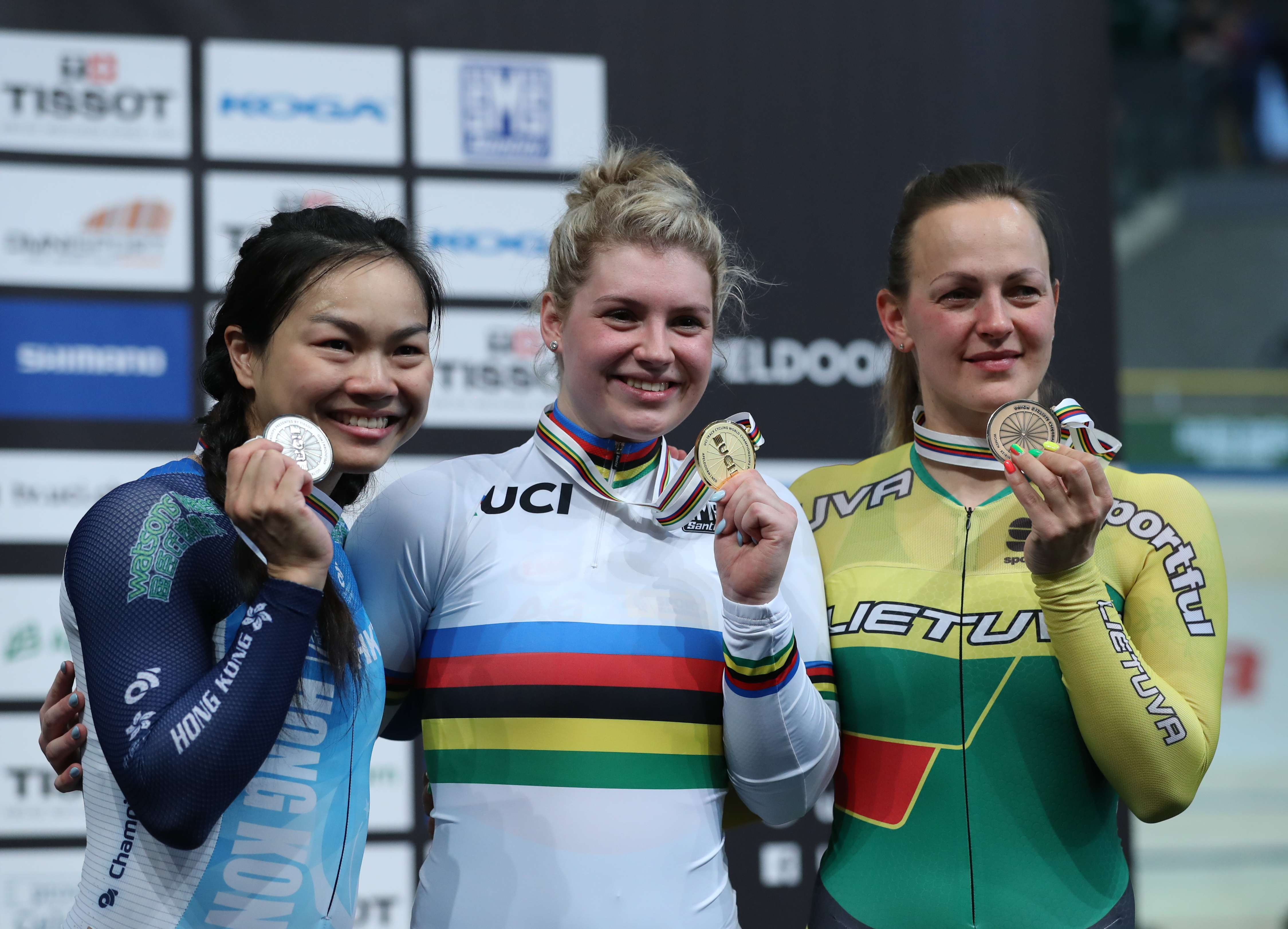
Ze won zilver op het WK 2018 in de keirin, achter de Belgische Nicky Degrendele.

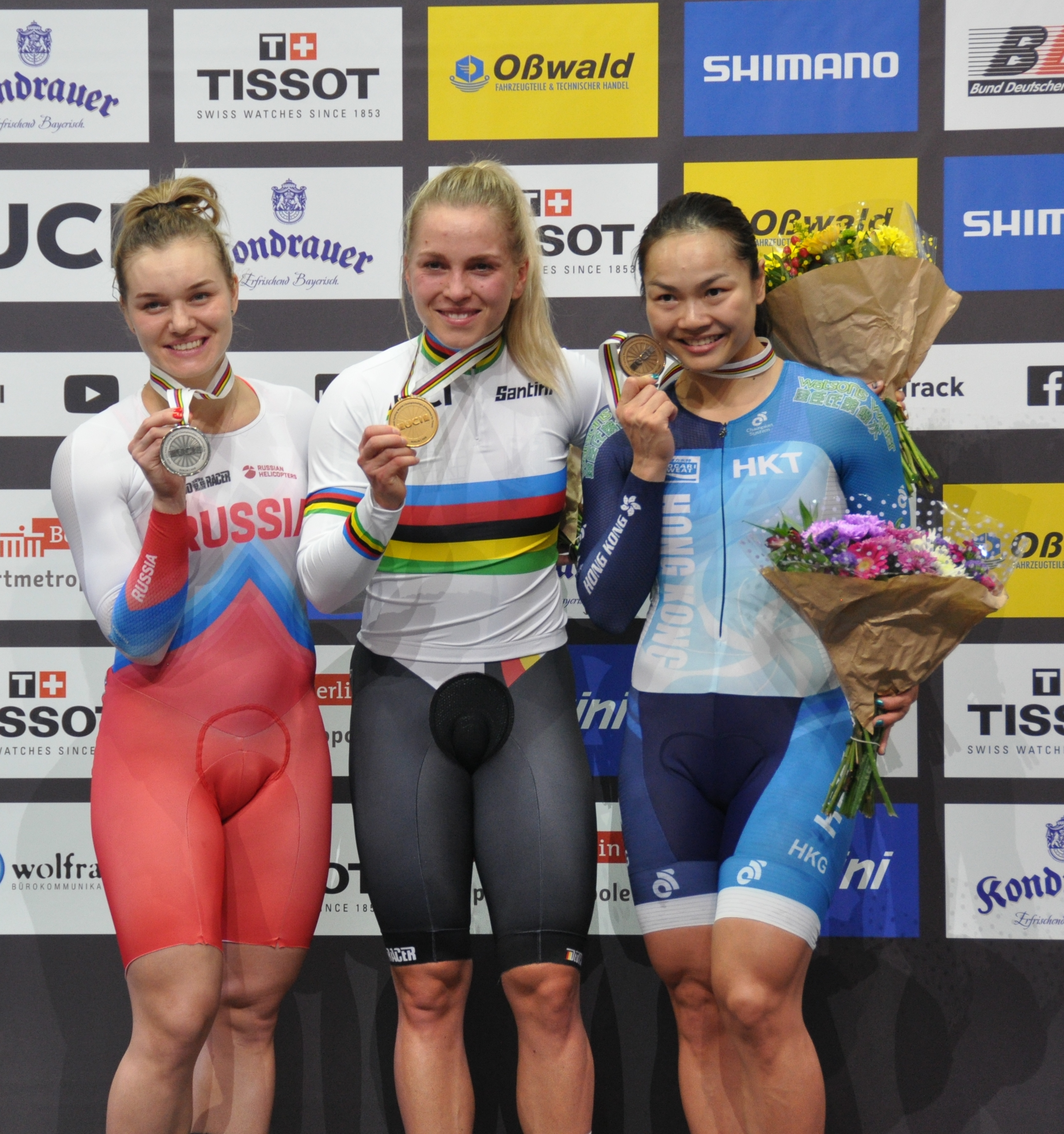
Ze won brons op het WK 2020 in de sprint, achter Emma Hinze en Anastasia Vojnova.

| Jaar | NK                     | AK                                  | WK              | Overig                                            |
| ---- | ---------------------- | ----------------------------------- | --------------- | ------------------------------------------------- |
| 2009 |                        | 500m                                |                 |                                                   |
| 2010 |                        | 500m · sprint · teamsprint          |                 | Aziatische Spelen: · 500m · sprint                |
| 2011 |                        | 500m · sprint · teamsprint          |                 |                                                   |
| 2012 |                        | 500m · sprint · keirin              |                 | Olympische Spelen: · keirin · 10e sprint          |
| 2013 | 500m · keirin · sprint | 500m · keirin                       | 500m · sprint   |                                                   |
| 2014 |                        | 500m · keirin · teamsprint          |                 | Aziatische Spelen: · keirin · sprint              |
| 2015 |                        | 500m · sprint · keirin              |                 |                                                   |
| 2016 |                        | keirin · 500m · sprint              | 500m            | Olympische Spelen: 6e sprint 7e keirin            |
| 2017 |                        | 500m · keirin · sprint · teamsprint | sprint          |                                                   |
| 2018 | keirin · sprint        | 500m · keirin · sprint              | keirin          | Aziatische Spelen: · keirin · sprint · teamsprint |
| 2019 |                        | sprint · keirin · teamsprint        | keirin · sprint |                                                   |
| 2020 |                        | keirin · sprint                     | sprint          |                                                   |
| 2021 |                        |                                     |                 | Olympische Spelen: · sprint · 8e keirin           |